# 비상 근무
《비상 근무》(영어: Bringing Out the Dead)는 미국에서 제작된 마틴 스코세이지 감독의 1999년 드라마 영화이다. 니컬러스 케이지 등이 출연하였고, 바버라 더피나 등이 제작에 참여하였다.

## 출연진
- 니컬러스 케이지 - 프랭크 피어스 역
- 퍼트리샤 아켓 - 메리 버크 역
- 존 굿맨 - 래리 역
- 빙 레임스 - 마커스 역
- 톰 사이즈모어 - 톰 울스 역
- 마크 앤서니 - 노엘 역
- 클리프 커티스 - 사이 코츠 역
- 네스터 서라노 - 해즈맷 의사 역
- 어페이모 오밀라미 - 그리스 역
- 메리 베스 허트 - 콘스턴스 간호사 역
- 아이다 터투로 - 크룹 간호사 역
- 필리스 서머빌 - 버크 부인 역
- 소니아 손 - 커니타 역
- 마이클 K. 윌리엄스 - 마약상 역
- 마틴 스코세이지 - 배치 담당자 역 (목소리)
- 퀸 라티파 - 배치 담당자 러브 역 (목소리)
- 주디 레예스 - 중환자실 간호사 역

## 기타 제작진
- 공동 제작: 조지프 P. 리디, 에릭 스틸
- 협력 제작: 제프 러빈, 마크 로이벌
- 배역: 엘런 루이스
- 미술: 단테 페레티
- 의상: 리타 라이액

## 우리말 녹음
KBS 성우진 (2005년 2월 6일)
- 이정구 - 프랭크(니컬러스 케이지)
- 서혜정 - 메리(퍼트리샤 아켓)
- 노민 - 래리(존 굿맨)
- 김준 - 마커스(빙 레임스)
- 강구한 - 울스(톰 사이즈모어)
- 위훈 - 노엘(마크 앤서니)
- 임은정 - 콘스턴스(메리 베스 허트)
- 설영범 - 사이(클리프 커티스)
- 오세홍 - 해즈맷(네스터 서라노)
- 한상덕
- 유지영
- 문지현
- 성창수
- 서문석
- 장우영
- 김우정
- 고재균
- 김혜주

## 같이 보기
- 오피오이드 전염